# Формула Татта — Бержа

У цьому графі видалення однієї вершини в центрі дає три непарні компоненти, три підграфи по п'ять вершин. Таким чином, за формулою Татта — Бержа граф має не більше (1−3+16)/2 = 7 ребер у будь-якому паруванні.

Формула Татта — Бержа — в теорії графів формула, що визначає розмір найбільшого парування в графі. Є узагальненням теореми Татта про парування. Встановив та довів Клод Берж.
Теорема стверджує, що розмір найбільшого парування в графі {\displaystyle G=(V,E)} дорівнює:
{\displaystyle {\frac {1}{2}}\min _{U\subseteq V}\left(|U|-\operatorname {odd} (G-U)+|V|\right)} ,
де {\displaystyle \operatorname {odd} (H)} — число зв'язних компонент графа {\displaystyle H}, що мають непарне число вершин.

## Пояснення
Інтуїтивно зрозуміло, що для будь-якої підмножини вершин {\displaystyle U} єдиний спосіб повністю покрити компоненту {\displaystyle G-U} з непарним числом вершин — вибрати в парування ребро, що з'єднує одну з вершин {\displaystyle G-U} з {\displaystyle U}. Якщо в компоненті з непарним числом вершин такого ребра в паруванні немає, частина парування покриє вершини компоненти, але, оскільки число вершин непарне, принаймні одна вершина залишиться непокритою. Таким чином, якщо деяка підмножина вершин {\displaystyle U} має малий розмір, але при її видаленні створюється багато непарних компонент, то залишиться багато непокритих пароуванням вершин, з чого випливає, що й парування буде малим. Це міркування можна зробити строгим, якщо взяти до уваги, що розмір найбільшого парування не перевищує значення, яке дає формула Татта — Бержа.
Формула показує, що це обмеження є єдиною перешкодою для отримання більшого парування — розмір оптимального парування визначається підмножиною {\displaystyle U}, що має найбільшу різницю між числом непарних компонент поза {\displaystyle U} і числом вершин в {\displaystyle U}. Тобто завжди існує точна підмножина {\displaystyle U}, видалення якої створює правильне число непарних компонент, що задовольняють формулі. Один зі способів отримати таку множину {\displaystyle U} — вибрати будь-яке найбільше парування {\displaystyle M} та включити в {\displaystyle X} вершини, які або не покриті паруванням {\displaystyle M}, або досяжні з непокритої вершини чергованим ланцюгом, який завершується ребром з парування. Визначивши {\displaystyle U} як множину вершин, які з'єднуються паруванням {\displaystyle M} з вершинами з {\displaystyle X}, виходить, що ніякі дві вершини з {\displaystyle X} не можуть бути суміжними, інакше можна з'єднати дві непокриті вершини чергованим шляхом, що суперечить максимальності {\displaystyle M}. Будь-який сусід вершини {\displaystyle x} із {\displaystyle X} має належати {\displaystyle U}, в іншому випадку ми можемо розширити чергований шлях до {\displaystyle x} на пару ребер до сусідів, внаслідок чого сусіди стають частиною {\displaystyle U}. Отже, в {\displaystyle G-U} будь-яка вершина {\displaystyle X} утворює компоненту з однієї вершини, тобто має непарну кількість вершин. Не може бути інших непарних компонент, оскільки після видалення {\displaystyle U} всі інші вершини залишаються покритими паруванням.

## Зв'язок із теоремою Татта
Теорема Татта про парування описує графи з досконалими паруваннями як графи, для яких видалення будь-якої підмножини {\displaystyle U} вершин створює максимум {\displaystyle |U|} непарних компонентів. (Підмножину {\displaystyle U}, яка містить принаймні {\displaystyle |U|} непарних компонентів, можна завжди знайти у вигляді порожньої множини). У цьому випадку за формулою Татта — Бержа розмір парування дорівнює {\displaystyle |V|}/2. Тобто, найбільше парування є досконалим і теорему Татта можна отримати як наслідок формули Татта — Бержа, а саму формулу можна вважати узагальненням теореми Татта.